# Modlitba Manassesova

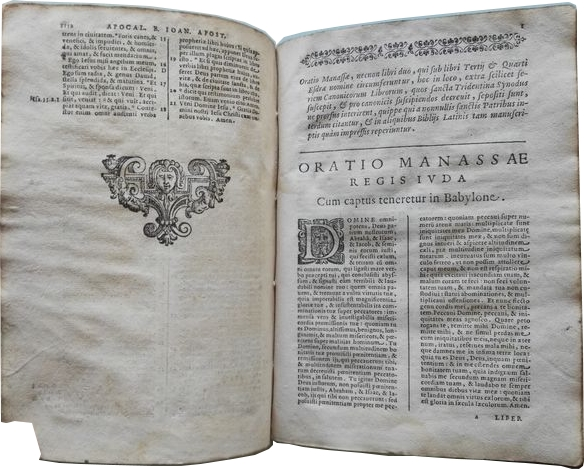
Sixto-Clementine Vulgate (1598) - Oratio Manassae (Modlitba Manassesova)

Modlitba Manassesova (Modlitba Menašeho) je jeden z apokryfů Starého zákona, mezi které ji řadí židé, římskokatolická církev i protestanti, zatímco v pravoslaví má větší vážnost, je řazena mezi deuterokanonické spisy a bývá ve vydáních Bible obvykle obsažena.
Jedná se o krátkou knihu o jediné kapitole s patnácti verši, jejímž obsahem je modlitba judského krále Manassese, jenž je zmiňován i v kanonických knihách, v Druhé knize královské a Druhé knize Paralipomenon a jehož příběh je napsán v Knize letopisů králů judských. Druhá kniha Paralipomenon pak přímo zmiňuje, že jeho kajícná modlitba je obsažena „v Příbězích Chózajových“.
Většina biblistů předpokládá, že byla napsána řecky ve 2. nebo v 1. století př. n. l.
Kniha se vyskytuje v řadě historických biblických textů, například ve Vulgatě ze čtvrtého století našeho letopočtu nebo v Alexandrijském kodexu z pátého století našeho letopočtu. Do svého výběru ji zařadili také původní vydavatelé Bible kralické, kteří znali Modlitbu Manassesovu jen v latinském překladu, z něhož pořídili překlad český.
Pod stejným názvem bylo ve svitkcích od Mrtvého moře objeveno literární dílo s odlišným obsahem.

## Původ
Manasses je v Bibli znám jako jeden z nejmodlářštějších judských králů. V Druhé knize Letopisů je uvedeno, že Manasses byl zajat Asyřany a v zajetí se modlil za odpuštění. Po propuštění a opětovném navrácení se na trůn se Manasses navždy zřekl svého modlářství.

## Kanoničnost
Modlitba se objevuje ve starosyrském, staroslověnském, etiopském a arménském překladu. V etiopské Bibli se modlitba objevuje ve Druhé Knize letopisů. Nejstarším řeckým textem je Alexandrijský kodex z 5. století. Hebrejský rukopis modlitby byl nalezen v Káhirské genize. Ve Vulgátě z konce 4. století byl text umístěn na konec 2. kapitoly Kronik. O tisíciletí později zařadil Martin Luther tuto modlitbu do svého německého překladu Bible. Modlitba byla součástí Matoušovy bible z roku 1537 a Ženevské bible z roku 1599. Objevuje se také v apokryfech Bible krále Jakuba a v původní Douay-Rheimsově bibli z let 1609/1610. Papež Klement VIII. zařadil tuto modlitbu do dodatku k Vulgátě.
Modlitba je obsažena v některých verzích řecké Septuaginty. Alexandrijský kodex zařazuje modlitbu mezi čtrnáct ód, které se objevují hned za žalmy. Pravoslavní křesťané ji uznávají jako deuterokanonickou knihu. Modlitba se zpívá při pravoslavné a byzantsko-katolické bohoslužbě Velkého povečeří. V římském ritu se používá jako součást responsoria po prvním čtení při matutinu o 14. neděli všedního dne (spolu s 51. žalmem). Ve zvláštní formě se v breviáři římského ritu; sedmém z responsorií zpívaných se čteními z knih Královských mezi Trojici a srpnem, cituje Modlitba Manasesova spolu s verši z 51. žalmu – hlavního kajícího žalmu. Používá se také jako zpěv v Hodinkách v anglikánské Knize společných modliteb z roku 1979, kterou používá Episkopální církev Spojených států amerických, a jako zpěv 52 v Common Worship: Denní modlitba anglikánské církve.

## Modlitba Manassesova[4]
Hospodine, Vševládce, Bože otcù našich, Bože Abrahámùv, Izákùv a Jákobùv i potomstva jejich spravedlivého, který jsi stvořil nebe i zemi ve vší kráse jejich, který jsi spoutal moře slovem příkazu svého, uzavřel jsi propast a zapečetil ji strašným a slavným jménem svým, jehož se vše bojí: i mocnosti tvé nebeské třesou se před tváří tvou, neboť nikdo neobstojí před velikolepostí slávy tvé a nesnesitelný je hněv tvùj nad těmi, kdož se prohřeší proti příkazu tvému. Bezměrná a neprobadatelná je milost zaslíbení tvých, neboť ty jsi Pán nejvyšší, milosrdný, dlouhotrpělivý a mnohomilostivý, a cítíš lítost nad špatnostmi lidí. Ty, Hospodine, podle hojnosti dobrotivosti své, zaslíbil jsi možnost pokání a odpuštění těm, kteří zhřešili proti tobě; a v hojnosti slitování svých určil jsi pokání hříšníkùm,aby spaseni byli. Neustanovil jsi, Hospodine, Bože mocností, totiž pokání pro spravedlivé: Abraháma, Izáka a Jákoba, kteří neprovinili se proti tobě. Mně hříšnému
uložil jsi pokání, jelikož převýšila prohřešení má množství písku mořského. Rozmnožila se nepravost má, Hospodine, rozmnožila se má přestoupení, a nejsem hoden vzezřít a pohlédnout na výsost nebeskou pro veliké množství nespravedlností svých. Zkroucen jsem mnohými okovy železnými, abych nepovyšoval hlavy své, a není pro mne úlevy; jelikož rozhněval jsem prchlivost tvou, a co zlé je před tebou, učinil jsem, nekonav vùli tvou, a přikázání tvých jsem nezachovával. A nyní skláním kolena srdce svého, žádaje od tebe dobrotivosti tvé; zhřešil jsem, Hospodine,zhřešil jsem a nepravosti své znám, leč v modlitbě prosím: Daruj mi úlevu, Hospodine, ulehči mi a nezahubiž mne s nepravostmi mými. Nechovej na věky nevraživost ke mně kvùli zlu, co jsem páchal, neodsuzuj mne pro ně do podsvětí. Vždyť ty jsi, Bože, Bùh kajícníkù; na mně zjevíš všechnu dobrotivost svou, když podle hojnosti milosti své spasíš mne, ač nehoden jsem; a já chváliti budu tebe bez ustání po všechny dny života svého; neboť tebe opěvují všechny mocnosti nebeské a tvá jest sláva,na věky věkùv. Amen
Manasses, judský král